# Taharrush gamea
Taharrush gamea o, più correttamente, taharrush jamaʿi  (in arabo تحرش جماعي‎?, taḥarrush jamāʿī) è un'espressione in lingua araba che significa letteralmente “molestia collettiva”. Con questo nome si designa un'aggressione sessuale di massa ai danni di una donna, che può anche sfociare nello stupro. La pratica è stata documentata per la prima volta in Egitto nel 2005, quando fu utilizzata dalle forze dell'ordine come strumento di repressione contro le donne che protestavano al Cairo a piazza Tahrir. Dal 2012 le aggressioni sessuali, stupro compreso, sono diventate comuni in occasione delle manifestazioni e delle celebrazioni religiose che si svolgono in quella piazza.
La diffusione dell'espressione nei mezzi di comunicazione europei e mondiali è avvenuta nella traslitterazione (foneticamente sbagliata) taharrush gamea.

## Molestie sessuali di gruppo ("al-taḥarrush al-jinsī") in Egitto
Fino al 2006, con il termine al-taḥarrush ci si riferiva in Egitto principalmente alla molestia e allo stupro di bambini. L'espressione ha cominciato ad essere usata per indicare la molestia sessuale (letteralmente al-taḥarrush al-jinsī significa proprio questo) di donne nello spazio pubblico quando, nel 2006, tramite i social media egiziani, furono rese note le molestie nei confronti di donne e ragazze da parte di una folla di giovani uomini, in occasione della festività di Id al-fitr nel centro de Il Cairo. Tuttavia, secondo il politologo libanese-americano As’ad Abukhalil, l'espressione al taharush al jinsi, con il significato di "molestia sessuale", sarebbe in uso nella lingua araba almeno dagli anni 50 del Novecento.
Già nel 2005 una ONG egiziana, il “Centro egiziano per i diritti delle donne” (Egyptian Center for Women’s Rights, ECWR), aveva dato il via alla prima campagna contro le molestie sessuali negli spazi pubblici, che definì con il termine al-taḥarrush al-jinsī (“molestie sessuali”) in uno studio intitolato Clouds in Egypt’s Sky del 2008. Questo perché durante il referendum costituzionale egiziano del 2005, alcune attiviste avevano segnalato casi di molestie da parte di polizia e agenti provocatori nel corso di manifestazioni e raduni.
Nel 2006 blogger e testimoni oculari riferirono di un'aggressione sessuale di massa ai danni di donne velate e non, compiutasi al Cairo in occasione della festività religiosa di Id al-fitr da parte di un gruppo di uomini usciti da un cinema del centro cittadino: l'accaduto fu ripreso e trasmesso su YouTube. La tv del servizio pubblico egiziano ignorò l'incidente, del quale riferì invece l'emittente satellitare Dream Tv. Da allora le aggressioni fisiche o verbali in pubblico sono cresciute nel paese, in particolare proprio in occasione di quella e altre ricorrenze (447 quelle denunciate nel 2015).
Nel 2008, una cineasta locale, Noha Rushdie, è stata la prima donna a vincere una causa contro un molestatore.
Il film 678 del 2010 è stato il primo a mostrare al cinema le varie forme di molestie in Egitto.
La rivoluzione egiziana del 2011 ha visto l'applicazione delle molestie sessuali come mezzo per negare alle donne e alle attiviste l'accesso a spazi e raduni pubblici, provocando la reazione di ONG e organizzazioni femminili. Alcuni incidenti di molestie hanno fatto notizia in Egitto e sono divenuti noti sui social network. Il 9 marzo 2011, un giorno dopo la giornata internazionale della donna, alcune attiviste femministe arrestate durante una manifestazione in piazza Tahrir furono costrette al controllo della verginità. Lo stesso anno divennero iconiche le immagini e i video ripresi il 17 dicembre, in cui una ragazza sconosciuta viene picchiata dalla polizia militare egiziana, spogliata dell'abaya che indossa, lasciata in reggiseno e trascinata per strada, tanto da suscitare la protesta delle donne egiziane e le reazioni politiche statunitensi (il caso divenne noto come The blue bra girl in inglese).
Il fenomeno è stato portato per la prima volta all'attenzione dei media occidentali quando ad essere colpita è stata una donna straniera di primo piano, la giornalista sudafricana della CBS Lara Logan, aggredita da centinaia di uomini in piazza Tahrir al Cairo nel corso di un suo resoconto sulla rivoluzione del 2011. Salvata da un gruppo di donne e da una ventina circa di soldati, la Logan rivelò i dettagli dell'accaduto alcuni mesi più tardi nel corso del programma televisivo 60 Minutes.
Secondo alcune organizzazioni egiziane per i diritti umani, sono 500 i casi registrati di molestie sessuali e stupri di gruppo tra giugno 2012 e giugno 2014. Tra le vittime, un'altra giornalista occidentale, una ventiduenne olandese aggredita nel 2013, la cui aggressione fu filmata dalla folla. Lo stesso anno tali atti trovarono giustificazione nelle parole di un predicatore salafita, il quale in televisione sostenne che le vittime di molestie, definite «demoni», «crociate» e «senza vergogna», ricercassero lo stupro.
Durante l'amministrazione di Mohammed Mursi, gli incidenti sono diventati ancora più violenti. Alla fine di un incontro di donne, sopravvissute a tale trattamento alla vigilia del secondo anniversario della rivoluzione egiziana (il 25 gennaio 2013), riunitesi al Cafe Riche (Tal'at Ḥarb, vicino a piazza Tahrir), è stato deciso di portare avanti un'iniziativa politica più ampia. Contro l'uso di molestie sessuali da parte delle forze di polizia, esse sono riuscite a ottenere il sostegno da parte di una varietà di organizzazioni non governative e partiti politici. Lamis El Hadidy, una nota conduttrice televisiva e analista politica, ha affrontato l'argomento durante una trasmissione televisiva, nel mese di febbraio 2013. Un primo tentativo sostenuto da ʿAmr Ḥamzawī, per cambiare la legge penale, è fallito. Proprio in occasione dei festeggiamenti di piazza andati in scena nella capitale in seguito alla deposizione del presidente Mursi nel luglio del 2013, più di ottanta donne hanno riferito di avere subito stupri o molestie e aggressioni sessuali da parte della folla.
Una ricerca scientifica dell'Institute of Development Studies (un ente di beneficenza di ricerca affiliato all'Università del Sussex) descrive il fenomeno, la situazione giuridica e le risposte della società civile. La legge penale egiziana è stata parzialmente rettificata dopo la notizia di un ulteriore incidente, presso il Cairo University College of Law, quando una donna, molestata da un gruppo di numerosi uomini, ha dovuto essere portata in salvo dalla polizia.
Nel 2017 una campagna promossa da una neolaureata ha indotto centinaia di donne e ragazze a denunciare sui social network le molestie subite, suscitando l'ira della maggioranza conservatrice del paese.
Nel 2022 tredici minorenni, di età compresa tra i 13 e i 15 anni, sono stati arrestati per aver molestato in gruppo due turiste straniere alla necropoli di Giza.

## Uso dell'espressione "Taharrush gamea" da parte delle autorità tedesche
Il 10 gennaio 2016, il giornale tedesco Die Welt citava una presa di posizione della polizia federale tedesca in relazione alle aggressioni verificatesi alla stazione di Colonia tra il 31 dicembre 2015 e il 1º gennaio 2016, quando numerose donne denunciarono di aver subito rapine e molestie sessuali da parte di gruppi di uomini di aspetto nordafricano o arabo (episodi analoghi avvenuti sempre nella notte di San Silvestro vennero denunciati anche ad Amburgo, oltre che a Zurigo, Salisburgo ed Helsinki). Secondo la polizia federale tedesca, il fenomeno della molestia sessuale collettiva di donne nello spazio pubblico sarebbe nota in alcuni Paesi arabi come taharrush gamea (molestia collettiva).
Il 10 gennaio 2016, anche un rapporto del Ministero dell'Interno della Renania Settentrionale-Vestfalia sulle aggressioni ha definito "taharrush gamea" il termine con cui è noto nei Paesi arabi un modus operandi descritto come "molestia sessuale collettiva che si svolge in mezzo a una folla", paragonando l'incidente di Colonia agli incidenti che hanno avuto luogo a Il Cairo in Piazza Tahrir durante la rivoluzione egiziana del 2011. Il rapporto ha affermato che gli autori dei reati sono stati "quasi esclusivamente" di contesto migratorio "nordafricano e arabo", e che 14 dei 19 sospettati identificati dalla polizia venivano da Marocco e Algeria.
A seguito dell'uso da parte delle autorità tedesche, l'espressione taharrush gamea è stata usata anche dai mezzi di comunicazione europei e mondiali.
In particolare è stato impiegato dai media occidentali negli articoli a proposito di analoghi atti di violenza collettiva avvenuti nel 2014 e 2015 a Stoccolma e resi pubblici solo nel 2016 dopo gli incidenti di Colonia. Secondo le accuse fatte da alcuni giornali i responsabili delle molestie sarebbero stati coperti dall'atteggiamento troppo timoroso delle autorità, preoccupate di essere accusate di xenofobia.
Sono invece state riconosciute come bufala le molestie sessuali di massa che, secondo alcuni articoli apparsi sulla stampa tedesca e in particolare sul periodico Bild, sarebbero avvenute a Francoforte nella notte tra il 31 dicembre 2016 e il primo gennaio 2017.

## Il fenomeno in Italia
Nella notte di capodanno tra il 31 dicembre 2021 e il 1º gennaio 2022, è stato documentato un fenomeno riconducibile al taharrush gamea nel centro di Milano. In Piazza Duomo almeno 5 ragazze sono state accerchiate e molestate da un folto gruppo di uomini che parlavano arabo. Un medesimo episodio sarebbe nuovamente accaduto in piazza Duomo nella notte di Capodanno 2025, in cui sarebbero state palpeggiate e molestate tre donne di nazionalità belga.